# 苏格拉底的申辩
《苏格拉底的申辩》 是柏拉圖《對話錄》的其中一篇，此书記錄了蘇格拉底接受審判時的個人辯詞。蘇格拉底辯駁對於他「腐败青年, 不信仰眾神而新立神祇」的種種控訴。其演讲没能阻止对他有罪的判决，苏格拉底被判以死刑。
對話開頭，蘇格拉底說：他不知道陪審團是否已經被控訴他的人所說服。這一句開頭的話將會緊扣著接下來的論述發展。柏拉圖往往在蘇格拉底對話錄开篇闡明全文要旨，這一篇的主旨便是：「我不知道」。事實上，柏拉圖借苏格拉底的辯詞提到，哲學便是由平和謙虛地接納無知，智慧不過便是承認這個無知而已。蘇格拉底乞求陪審團對他下評價，不是基於他的辯論技巧，而是基於他說出事實的勇氣。事實上，篇中也證明了他有著卓越的辯論技巧，而且所說出的事實便蘊藏了其論說之美。此外，全篇也處處可見諷刺的筆調。
这篇对话录被视作古希腊哲学早期最重要的作品。它描述了一个守法公民应具备的言行，柏拉图笔下的苏格拉底毫无过错，却身陷囹圄，但他仍坚持自己的原则，正因如此，他以其坚定与无畏给后世留下了深刻印象。苏格拉底在法庭上的举止成为了在危急时刻践行哲学观念的典范。《申辩篇》也由此成为了文学名篇，成为了世界文学的一部分。

## 文本
柏拉图所作的《申辩篇》是众多有关苏格拉底审判记录的作品之一，并且也是其中较早期的对苏格拉底行为的辩护。尽管亚里士多德认为这个作品可能混合了想象，但它仍具有了解苏格拉底哲学形象的历史价值。亚里士多德认为该篇对话录，尤其是苏格拉底向梅列图斯提问的场景，代表了对审讯的良好运用。
除了两场与迈雷托士的对话外，对话录均由苏格拉底以第一人称叙述。在辩护中，苏格拉底两次提及柏拉图的在场。

## 概述
文本开头，苏格拉底向由500名雅典人组成的陪审团发问，询问他们是否相信吕康、安匿托士和迈雷托士的控诉，说他不敬神，败坏了雅典的青年。苏格拉底的第一句话就确定了这篇对话的主题：我不知道——哲学始于对无知的承认。苏格拉底随后表示，他所拥有的任何智慧都源于他知道自己一无所知。
在审判过程中，苏格拉底模仿、戏虐并纠正了控诉者的言论，他要求审判团依据他陈述中的真理，而非他的演说技巧来对他进行判断。苏格拉底说，他不会使用华丽的辞藻，而是选择使用希腊的普通习语说话。尽管苏格拉底有安抚陪审团、对不敬神和败坏青年的指控作出妥协的机会，但他仍坚持主见，保持正直，最终被陪审团判处死刑。

## 对苏格拉底的控诉
《申辩篇》的背景发生在公元前5世纪的雅典，有三位雅典公民控诉哲学家苏格拉底不敬神，败坏青年，他们代表了雅典城邦中政治家、工艺者、学者、诗人和雄辩家的诉求。这三位控诉者分别是：
- 安匿托士，一个富裕的雅典名流，憎恶社会中所谓“智者”。[9]苏格拉底在申辩中表示安匿托士起诉他的原因是“为艺人和政客们报仇”。[10]安匿托士也出现在柏拉图的另一部对话录《美诺篇》[11]：当时苏格拉底和来访雅典的美诺谈论美德，安匿托士旁听了他们的对话。苏格拉底认为美德是不可教授的，他表示有些著名人物的儿子远不如他们的父亲优秀，并例举了伯里克利和修昔底德的例子。安匿托士因上述言论而受到了冒犯，临走时他向苏格拉底表示，总有一天苏格拉底需要为得罪城邦里的人付出代价。[c]
- 迈雷托士（英语：Meletus），他是唯一在苏格拉底辩护期间发言的控诉者，其控诉受安匿托士指派。[13]苏格拉底在申辩中表示迈雷托士起诉他的原因是“为诗人们出气”。[14]迈雷托士也出现在了对话录《游叙弗伦篇》。在辩词中，苏格拉底相容他为一个轻率无知，长着鹰钩鼻的年轻人。迈雷托士同意让苏格拉底考察自身，而后被其引向自相矛盾处境。因未注意到诉状中不敬神与腐败青年的逻辑意涵，迈雷托士对苏格拉底提出的不信神、另立新神的指控不攻自破。
- 吕康，他代表了修辞家的利益。[15]苏格拉底在申辩中表示吕康起诉他的原因是“为说客们抱不平”。[16]他认为苏格拉底与杀害他儿子的亲斯巴达团体三十人僭主集团（公元前404年）相关，因此向其提起控诉。此外，吕康也作为一个喜剧角色出现在了阿里斯托芬的戏剧《马蜂（英语：The Wasps）》中。他在公元前411年雅典四百寡头（英语：Athenian coup of 411 BC）倒台后的民主复兴中成为了成功的政治家。[17]

### 控诉
苏格拉底在庭审中面临两项指控：不信雅典的神，引入新神；蛊惑青年，向其传授怀疑的理念。他在庭审时表示，这些罪名早已借流言与偏见的方式流传多年，这些言论可概括为“苏格拉底是无事忙的为非作恶的人，凡地下天上的一切无不钻研，能强词夺理，还把这些伎俩传授他人。”
苏格拉底还表示，人们从阿里斯托芬的喜剧中看到了一个符合上述罪行的苏格拉底形象，但这些描绘并非真实，因此施加于他身上的罪状也是莫须有的。庭审前数年，阿里斯托芬在其作品《云》中描绘苏格拉底为大话王、无神论者，并以诡辩冒充智慧。针对上述污蔑，苏格拉底反驳说自己不应被称作是诡辩哲学家，因为雅典人视诡辩家为智者，愿意支付高额学费学习这种技艺，但自己却是十足穷困，并对那些智慧一窍不通。

#### 不敬神
在辩护时，苏格拉底首先表示自己并非智者。他说，激进热诚者海勒丰曾去求德尔斐神谕，问皮媞亞是否有人智慧高过苏格拉底，得到的回答是“没有”。得知这项神谕后，苏格拉底十分困惑，因为他认为神必不会说谎，但也深知自己并无智慧。因此，苏格拉底四处寻访，期望找到智慧高过自己的人，他拜访了那些以智慧著称者，包括政治家、诗人和手工艺人。苏格拉底试图检验这些人的智慧，发现尽管其中某些人有一技之长，却无人拥有智慧。然而，人们却视这些人为智者，包括他们自己也自认为是智者。因此，苏格拉底认为，自己的智慧的确要高过他们，因为他知道自己一无所知。

#### 蛊惑青年
苏格拉底解释说，雅典富裕青年整天无所事事，因此乐于跟随他，观察他考问城邦中所谓智者，并如是效仿。苏格拉底向考问的智者指出，他们以为自己显得有智慧，但其实并非如此。这些人因失了面子，不由开始记恨苏格拉底，并散布关于他的谣言：苏格拉底道德低劣，用诡辩术和无神论腐败青年。在辩护中，苏格拉底抱怨那些“被考问的人不恨他们（效仿苏格拉底四处盘问的雅典青年），却埋怨我。”

## 苏格拉底的申辩
《申辩篇》可分为三个部分：苏格拉底的自我辩护；陪审团判决；法庭判决。

### 第一部分：苏格拉底的辩护
在辩护起始，苏格拉底告诉陪审团，他们的心灵自幼就已被其敌人散布的谣言所影响，因此相信那些毫无事实根据的诬告。他还表示，敌人们散布他是诡辩哲学家的说法，这些人虽出于恶意，自己却也不知道他们的名字——除了曾在戏剧《云》中讽刺他为大话哲学家的阿里斯托芬。关于腐败雅典青年的指控，苏格拉底回应，有意腐败青年是不合逻辑的，因为这种行为对他自己无利。他说，腐败青年的指控始于他开始遵循德尔斐神谕：海勒丰曾向先知皮媞亞询问，世上是否有人智慧胜过苏格拉底的，并回告苏格拉底，神谕说世上无人智慧胜过他。苏格拉底认为此神谕是一谜题——因为他深知自己并无多少智慧，但也相信神不会撒谎。

#### 最智慧者
苏格拉底期望解决这个谜题，即，一个无知者如何又是最智慧者。他四处寻访社会上所谓智者，例如政治家、诗人、工艺者。苏格拉底发现，政治家并非如他们自称的那么聪明，因此他告诉自己：“我是智过此人，我与他同是一无所知，可是他以不知为知，我以不知为不知。”然后，他又发现诗人并不理解自己写下的诗句，先知不理解他们所说出口的启示，而手工艺者似乎了解许多东西，却也因这一技之长而自以为通晓其它行当的所有事物。于是，苏格拉底以德尔斐神谕自问，自己是希望如那些冒牌“智者”一般，还是保持自我操守？他认为还是保持故我更合心意。他告诉陪审团，在寻找智者的过程中，自己就如社会牛虻，四处唤醒、劝告、责备众人，因此结下许多仇怨。

#### 腐败青年
讲述完自己遭受的社会偏见后，苏格拉底针对首条罪名——腐败雅典青年——作出回应。苏格拉底表示，向自己提出控诉的迈雷托士反倒是有罪的，因为他用轻率的态度对待严肃的事，并伪装关心自己根本不感兴趣的事。在与迈雷托士的对话中，苏格拉底表示没有人会有意腐败他人，因为腐败这个行为也会对本人造成伤害。因此，苏格拉底要么是无意中对青年们造成了坏的影响，要么是被诬告的，而这两种情况都不应将他诉上法庭。

#### 不信神
苏格拉底接着叙述第二项指控：对雅典诸神的不虔敬。迈雷托士称其为无神论者。在对话中，苏格拉底引导迈雷托士的观点走向自相矛盾，即苏格拉底是无神论者，却同时相信超自然的存在和半神。而后苏格拉底向庭审成员表示，几位控诉者提出的罪名都毫无根据，而假如他仍被判处有罪，那么只能是源于众人的偏见。

#### 论死亡
苏格拉底接着说，人们因无知而畏惧死亡。人们不了解死亡是好是坏，却断言其必是恶的事物。苏格拉底表示，他的智慧之所以高过众人，就是对认识到自己对死亡，以及对所有其他事物的无知。

#### 服从的优先级
苏格拉底认为公民应当服从法律权威，无论这个权威是源自人还是神。而当两种法律权威相冲突时，他认为更应服从神的权威：“雅典人啊，我敬爱你们，可我要服从神过于服从你们，我一息尚存而力所能及，总不会放弃爱智之学”。作为德尔菲神谕的代言者，苏格拉底期望鞭策雅典人走向更高的道德认识，并时刻保持提问与争论。因此，苏格拉底向法庭在座的众人发问：“你们专注于尽量积聚钱财、猎取荣誉，而不在意、不想到智慧、真理和性灵的最高修养，你们不觉得惭愧吗？”

#### 情绪化演讲
不顾被判有罪的风险，苏格拉底向庭审众人发表了情绪化的演讲。他表示雅典人应当为他的存在而感到幸运，因为他之于雅典人，就如虻之于马匹，他时刻关注、并试图以行动（就如虻的叮咬）纠正众人的道德发展：“我想神把我绊在此邦，也是同此用意，让我到处追随你们，整天不停对你们个个唤醒、劝告、责备。”为表明德尔斐神谕派遣的道德使命，苏格拉底向庭审成员表示，其所信奉的代蒙阻止自己犯下非道德行为（而这也间接证实了迈雷托士对他不信雅典诸神、另立新神的指控）。
苏格拉底表示，他从不以授业换取金钱，因此不应为腐败雅典青年负责。然后他又问，如果真有青年被腐败，为什么他们不出来指责他？假如青年不愿亲自出面，那么其父母亲属也会为他们站出来说话。苏格拉底暗示，那些被认为遭他腐败的青年此时正坐在庭审台下，默默为他提供道德支持。
接着，苏格拉底向陪审团表示，自己不会利用道德绑架的伎俩来博取同情，因此他不会在法庭上哭泣，他的三个孩子也不会出现在庭审现场，拉着法官们的衣袖乞情。苏格拉底表示自己不畏惧死亡，不愿违背神赋予的职责。他将只借真理之言语为自己辩护。

#### 修辞
在柏拉图记录的庭审中，苏格拉底称演说为欺骗性的修辞手段，用处只在于将法官们引离真理。不过也有学者仅把这种嘲弄视为对狭隘的“修辞即演说”观点的驳斥，他们认为整个庭审过程可作为对苏格拉底一生的修辞描述。

### 第二部分：苏格拉底的量刑请求
陪审团以微弱差距判处苏格拉底有罪。柏拉图并未指明具体票数，但依据苏格拉底后续言论，如果再有三十票他便可无罪释放，这暗示在五百人的陪审团中，有280人投票有罪，220人投票无罪，两者差异大约为12%。在此案件中，如果苏格拉底被判有罪，面临他的可能是死刑。古雅典法律要求审判者和被告各自拟定关于所诉罪行的量刑。
苏格拉底注意到有罪和无罪双方票数接近，因此以黑色幽默态度表示迈雷托士也将被罚款，因为他未取得五分之一的票数优势——雅典法律要求原告至少需要取得五分之一以上的法官票数优势，否则将被处以重罚，以此减少轻率的诉讼。
接着，苏格拉底讥讽道，自己应受的不是惩罚，而是奖赏。他表示自己应当被邀请至普吕坦内安就餐，享受与奥林匹克运动员、杰出公民、对雅典贡献卓著者同等的待遇。
最后，在庭审法官无视上述在普吕坦内安就餐的建议后，苏格拉底考察了两项可能的惩罚：拘役和流放。他表示即便自己被放逐至异国他乡，也不会停止向他人谈话，不会缄默生活。因为他认为缄默有违神的意志，他必须讨论道德和其它问题，因为“未经审查的人生没有价值”。他不愿意支付罚款，即使他的学生柏拉图、克利同、克利透布洛士、阿普漏兜洛士提议交付30明那（3000德拉克马）罚款，并可为他筹集这个款项。

### 第三部分：苏格拉底的最后致辞
法官们投票判处苏格拉底死刑。柏拉图未在《申辩篇》记录具体票数，根据第欧根尼·拉尔修的记录，有280票主张判处苏格拉底死刑，220票主张金钱罚款（2.42）。此外，苏格拉底在辩护和量刑请求时发表的讽刺性言论可能也影响了法官们的裁决。
苏格拉底向投票判他死刑的陪审员说，在自己死后，他们也将遭受惩罚，会遭到苏格拉底追随者的强烈批评。他预言道，在他死后，青年将会取代他成为社会牛虻，以比他更烦人的行动刺激雅典公民遵循道德。苏格拉底也借此表示，真正的解决办法不是禁止像他这样的社会发声者，而是在本性上尽量成为一个好人。
而对于那些投票赦免他的陪审员，苏格拉底为他们提供鼓励：他表示超自然之神代蒙并未介入自己的受审，这表明庭审结果合乎正途。也即，代蒙借此向苏格拉底表明，死亡或许是一件好事：要么死亡是全空，死者摆脱一切忧愁烦恼；要么死亡是通向另一世界的入口，死者走向更高的存在，与英雄前辈如赫西俄德、荷马、奥德修斯同住。
最后，苏格拉底向陪审团表示，自己无论是对三位原告还是对陪审员都无怨恨。但只想托付他们一事，他期望众人可在他死后代替照顾他的三个儿子，指正他们视物质优于德性的行为，责备他们如同苏格拉底责备雅典众人，只有这样才是公正的结果。

## 争议
尽管《申辩篇》具有高度的文学性，在当代学术研究中，关于申辩篇是否值得信赖、是否可以提供有用的历史信息这一点，仍然存在着较大的争议。同样悬而未决的还有，申辩篇在多大程度上反映了历史上的苏格拉底的动机与信念。这些争论是关于什么样的历史文献才能够还原历史上的苏格拉底的生活与哲学理念的讨论的一部分。

## 改编
2007年，安德鲁·大卫·欧文的戏剧作品《受审的苏格拉底》描绘了作为一个普通人，一个哲学家的苏格拉底。在戏剧中，欧文结合了阿里斯托芬《云》中对苏格拉底的描写，以及三篇柏拉图的对话录《申辩篇》（哲学家的审判辩护）、《克利同篇》（谈论正义的本质）、《斐多篇》（人死后的境遇）。
罗伯托·罗塞里尼1971年的电影《苏格拉底》有很大一部分取材于《申辩篇》。

## 引文
1. ↑  唯有苏格拉底这样的人最有智慧，因为他知其智实在不算什么。[7]
2. 1 2  诸位，这也许是我不同于多数人之处，我如自认智过于人，也就在于此：不充分了解阴间情形，我不自命知之。[8]
3. ↑  阿尼图斯：苏格拉底，我认为你太容易得罪人了。如果你能听取我的建议，那么你还是小心点为好。我要大胆地说一句，在所有城邦里要伤害一个人比对他行善要容易得多，此地也一样，我希望你能知道你自己。[12]
4. ↑  你们已于阿里司徒放内士的喜剧中见到了一个苏格拉底，自命能排云乘雾，说这些我毫不分晓的无稽之谈。我说这话并不是轻蔑那种知识，如果有人是那方面的智者；我只是不甘心对迈雷托士诬告的如此大罪申辩，因为，我的雅典人啊，我与那种知识毫无干系。请你们之中的多数人为我作证。在座听我谈话的人很对，凡听我谈话的人，我要求你们相互质问，究竟曾听多少我关于这方面的言论。你们由此可知，众口纷纷关于我的其他罪状大都是同此莫须有的。[19]
5. ↑  因为你们如果杀了我，不易另找如我之与本邦结不解之缘的人，用粗鄙可笑的话说，像马虻粘在马身上，良种马因肥大而懒惰迟钝，需要马虻刺激；我想神把我绊在此邦，也是同此用意，让我到处追随你们，整天不停对你们个个唤醒、劝告、责备。[27]
6. ↑  雅典人啊，案迈雷托士的讼辞，我之无罪，不必多申辩了，这些已经够了。你们尽可相信我前面所说是实话：　多数人中有对我的深仇大恨，如果定我的罪，这就是定罪的缘因，不是迈雷托士和安匿托士，倒是众人对我的中伤与嫉恨。[30]
7. ↑  诸位，怕死非他，只是不智而自命为智，因其以所不知为知。没有人知道死对人是否最好境界，而大家却怕死，一若确知死是最坏境界。以所不知为知，不是最可耻吗？诸位，这也许是我不同于多数人之处，我如自认智过于人，也就在此：不充分了解阴间情形，我不自命知之。[31]
8. ↑  我到处巡游，席不暇暖，突不暇黔，私下劝告人家，而不敢上公庭对众讨论国是、发表政见，这也许显得离奇。其缘因，你们听我随时随地说过，有神灵降临于我心，就是迈雷托士在讼词上所讽刺的。从幼年起，就有一种声音降临，每临必阻止我所想做的事，总是退我，从不进我。[34]
9. ↑  诸位，我子长大时，以我之道还治我子之身，如果发现他们注意钱财或其他东西先于德性，没有出息而自以为有出息，责备他们如我之责备你们，责备他们不注意所当注意的事、不成器而自以为成器。你们如果这样做，我父子算是得到了你们的公平待遇。[52]

### 脚注
1. ↑  Guthrie, W. K. C. . Cambridge: Cambridge University Press. 1962-1981  [2022-04-12]. ISBN 978-0-521-05160-6. OCLC 22488892. （原始内容存档于2022-01-21）.
2. ↑  Kahn, Charles H. . Cambridge: Cambridge University Press. 1996. ISBN 0-511-00689-6. OCLC 48138389.
3. ↑  Brickhouse, Thomas; Smith, Nicholas D. "Plato （页面存档备份，存于）". Internet Encyclopedia of Philosophy.
4. ↑  亚里士多德. .
5. ↑  苏格拉底的辩护，24d–25d, 26b–27d.
6. ↑  苏格拉底的辩护，34a, 38b.
7. ↑  苏格拉底的申辩，23b.
8. ↑  苏格拉底的申辩，29b.
9. ↑  The Oxford Classical Dictionary 1966, p. 65
10. ↑  苏格拉底的申辩，23e–24a.
11. ↑  柏拉图全集，90a.
12. ↑  柏拉图全集，94e-95a.
13. ↑  The Oxford Classical Dictionary 1966, p. 554
14. ↑  苏格拉底的申辩，23e.
15. ↑  Plato. Adam, James , 编. . Cambridge University Press. 1916: xxvi.
16. ↑  苏格拉底的申辩，23a.
17. ↑  Nails, Debra. . Hackett Publishing. 2002: 188–189. ISBN 978-1-60384-027-9 （英语）.
18. ↑  苏格拉底的申辩，19b-c.
19. ↑  苏格拉底的申辩，19c-d.
20. ↑  苏格拉底的申辩，20e, 23c.
21. ↑  苏格拉底的申辩，23d.
22. ↑  苏格拉底的申辩，18b.
23. ↑  苏格拉底的申辩，18d.
24. ↑  苏格拉底的申辩，20e-21b.
25. ↑  苏格拉底的申辩，20d.
26. ↑  苏格拉底的申辩，20e.
27. 1 2  苏格拉底的申辩，30e.
28. ↑  苏格拉底的申辩，24c.
29. ↑  苏格拉底的申辩，25d-26a.
30. ↑  苏格拉底的申辩，28a.
31. ↑  苏格拉底的申辩，29a-b.
32. ↑  苏格拉底的申辩，29d.
33. ↑  苏格拉底的申辩，29e.
34. ↑  苏格拉底的申辩，31c-d.
35. ↑  苏格拉底的申辩，33b.
36. ↑  苏格拉底的申辩，33c-34b.
37. ↑  苏格拉底的申辩，34c-35d.
38. ↑  苏格拉底的申辩，17b.
39. ↑  Bjork, Collin. . Philosophy & Rhetoric. 2021, 54 (3): 240–262  [2023-02-22]. ISSN 0031-8213. JSTOR 10.5325/philrhet.54.3.0240. S2CID 244334227. doi:10.5325/philrhet.54.3.0240. （原始内容存档于2021-12-21）.
40. 1 2  苏格拉底的申辩，36a.
41. ↑  Plató; Burnet, John. . Clarendon Press. 1924: 150–151. ISBN 9780198140153 （英语）.
42. 1 2  Brickhouse & Smith 1990，第26頁.
43. ↑  Barnes and Noble, Essential Dialogues of Plato
44. ↑  苏格拉底的申辩，36b-37a.
45. ↑  苏格拉底的申辩，37c-38a.
46. ↑  Eliot, Charles William. . P. F. Collier & Son. 1909 （英语）.
47. ↑  Brickhouse & Smith 1990，第230-231頁.
48. ↑  MacDowell, Douglas Maurice. . Cornell University Press. 1986: 253. ISBN 978-0-8014-9365-2 （英语）.
49. ↑  苏格拉底的申辩，39c.
50. ↑  苏格拉底的申辩，39e.
51. ↑  苏格拉底的申辩，40c-41c.
52. ↑  苏格拉底的申辩，41e.